# Campionati mondiali di biathlon 2013
I Campionati mondiali di biathlon 2013 si sono svolti a Nové Město na Moravě, in Repubblica Ceca, dal 7 al 17 febbraio.

## Selezione della città ospitante
All'VIII congresso dell'IBU, tenutosi a Praga il 6 settembre 2008, Nové Město ha superato la concorrenza di Oslo (Norvegia) e Kontiolahti (Finlandia). In precedenza Nové Město aveva ritirato la propria candidatura per i Mondiali del 2012, assegnati poi a Ruhpolding. La località aveva già ospitato, nel 2008, i Campionati europei; la candidatura iridata è stata sostenuta, tra gli altri, da Michal Šlesingr e Tomasz Sikora.

## Risultati

### Uomini

#### Sprint 10 km
| Posizione | Atleta               | Nazione  |
| --------- | -------------------- | -------- |
| 1         | Emil Hegle Svendsen  | Norvegia |
| 2         | Martin Fourcade      | Francia  |
| 3         | Jakov Fak            | Slovenia |
| 4         | Ole Einar Bjørndalen | Norvegia |
| 5         | Dmitrij Malyško      | Russia   |
| 6         | Alexis Bœuf          | Francia  |

9 febbraio

13:00

#### Individuale 20 km
| Posizione | Atleta            | Nazione     |
| --------- | ----------------- | ----------- |
| 1         | Martin Fourcade   | Francia     |
| 2         | Tim Burke         | Stati Uniti |
| 3         | Fredrik Lindström | Svezia      |
| 4         | Ondřej Moravec    | Rep. Ceca   |
| 5         | Björn Ferry       | Svezia      |
| 6         | Simon Fourcade    | Francia     |

14 febbraio

17:15

#### Inseguimento 12,5 km
| Posizione | Atleta               | Nazione  |
| --------- | -------------------- | -------- |
| 1         | Emil Hegle Svendsen  | Norvegia |
| 2         | Martin Fourcade      | Francia  |
| 3         | Anton Šipulin        | Russia   |
| 4         | Dmitrij Malyško      | Russia   |
| 5         | Dominik Landertinger | Austria  |
| 6         | Jakov Fak            | Slovenia |

10 febbraio

13:00

#### Partenza in linea 15 km
| Posizione | Atleta               | Nazione   |
| --------- | -------------------- | --------- |
| 1         | Tarjei Bø            | Norvegia  |
| 2         | Anton Šipulin        | Russia    |
| 3         | Emil Hegle Svendsen  | Norvegia  |
| 4         | Ondřej Moravec       | Rep. Ceca |
| 5         | Erik Lesser          | Germania  |
| 6         | Dominik Landertinger | Austria   |

17 febbraio

15:00

#### Staffetta 4x7,5 km
| Posizione | Nazione   | Atleti                                                                |
| --------- | --------- | --------------------------------------------------------------------- |
| 1         | Norvegia  | Ole Einar Bjørndalen Henrik L'Abée-Lund Tarjei Bø Emil Hegle Svendsen |
| 2         | Francia   | Simon Fourcade Jean-Guillaume Béatrix Alexis Bœuf Martin Fourcade     |
| 3         | Germania  | Simon Schempp Andreas Birnbacher Arnd Peiffer Erik Lesser             |
| 4         | Russia    | Anton Šipulin Evgenij Ustjugov Evgenij Garaničev Dmitrij Malyško      |
| 5         | Austria   | Simon Eder Daniel Mesotitsch Christoph Sumann Dominik Landertinger    |
| 6         | Rep. Ceca | Michal Šlesingr Ondřej Moravec Jaroslav Soukup Michal Krčmář          |

16 febbraio

15:15

### Donne

#### Sprint 7,5 km
| Posizione | Atleta          | Nazione  |
| --------- | --------------- | -------- |
| 1         | Olena Pidhrušna | Ucraina  |
| 2         | Tora Berger     | Norvegia |
| 3         | Vita Semerenko  | Ucraina  |
| 4         | Ol'ga Zajceva   | Russia   |
| 5         | Ol'ga Viluchina | Russia   |
| 6         | Miriam Gössner  | Germania |

9 febbraio

16:15

#### Individuale 15 km
| Posizione | Atleta              | Nazione    |
| --------- | ------------------- | ---------- |
| 1         | Tora Berger         | Norvegia   |
| 2         | Andrea Henkel       | Germania   |
| 3         | Valentyna Semerenko | Ucraina    |
| 4         | Anastasija Kuz'mina | Slovacchia |
| 5         | Vita Semerenko      | Ucraina    |
| 6         | Ol'ga Zajceva       | Russia     |

13 febbraio

17:15

#### Inseguimento 10 km
| Posizione | Atleta              | Nazione  |
| --------- | ------------------- | -------- |
| 1         | Tora Berger         | Norvegia |
| 2         | Krystyna Pałka      | Polonia  |
| 3         | Olena Pidhrušna     | Ucraina  |
| 4         | Ol'ga Zajceva       | Russia   |
| 5         | Ekaterina Glazyrina | Russia   |
| 6         | Andrea Henkel       | Germania |

10 febbraio

16:15

#### Partenza in linea 12,5 km
| Posizione | Atleta           | Nazione     |
| --------- | ---------------- | ----------- |
| 1         | Dar″ja Domračava | Bielorussia |
| 2         | Tora Berger      | Norvegia    |
| 3         | Monika Hojnisz   | Polonia     |
| 4         | Vita Semerenko   | Ucraina     |
| 5         | Ol'ga Zajceva    | Russia      |
| 6         | Miriam Gössner   | Germania    |

17 febbraio

12:00

#### Staffetta 4x6 km
| Posizione | Nazione  | Atlete                                                               |
| --------- | -------- | -------------------------------------------------------------------- |
| 1         | Norvegia | Hilde Fenne Ann Kristin Flatland Synnøve Solemdal Tora Berger        |
| 2         | Ucraina  | Julija Džyma Vita Semerenko Valentyna Semerenko Olena Pidhrušna      |
| 3         | Italia   | Dorothea Wierer Nicole Gontier Michela Ponza Karin Oberhofer         |
| 4         | Russia   | Ekaterina Glazyrina Ol'ga Zajceva Ekaterina Šumilova Ol'ga Viluchina |
| 5         | Germania | Franziska Hildebrand Miriam Gössner Laura Dahlmeier Andrea Henkel    |
| 6         | Francia  | Anaïs Bescond Sophie Boilley Marie-Laure Brunet Marie Dorin          |

15 febbraio

17:15

### Misto

#### Staffetta 2x6 km + 2x7,5 km
| Posizione | Nazione   | Atleti                                                             |
| --------- | --------- | ------------------------------------------------------------------ |
| 1         | Norvegia  | Tora Berger Synnøve Solemdal Tarjei Bø Emil Hegle Svendsen         |
| 2         | Francia   | Marie-Laure Brunet Marie Dorin Alexis Bœuf Martin Fourcade         |
| 3         | Rep. Ceca | Veronika Vítková Gabriela Soukalová Jaroslav Soukup Ondřej Moravec |
| 4         | Italia    | Dorothea Wierer Karin Oberhofer Dominik Windisch Lukas Hofer       |
| 5         | Slovenia  | Andreja Mali Teja Gregorin Klemen Bauer Jakov Fak                  |
| 6         | Russia    | Ol'ga Zajceva Ol'ga Viluchina Anton Šipulin Dmitrij Malyško        |

7 febbraio

17:30

## Medagliere per nazioni
| Posizione | Nazione     | Oro | Argento | Bronzo | Totale |
| --------- | ----------- | --- | ------- | ------ | ------ |
| 1         | Norvegia    | 8   | 2       | 1      | 11     |
| 2         | Francia     | 1   | 4       | 0      | 5      |
| 3         | Ucraina     | 1   | 1       | 3      | 5      |
| 4         | Bielorussia | 1   | 0       | 0      | 1      |
| 5         | Germania    | 0   | 1       | 1      | 2      |
|           | Polonia     | 0   | 1       | 1      | 2      |
|           | Russia      | 0   | 1       | 1      | 2      |
| 8         | Stati Uniti | 0   | 1       | 0      | 1      |
| 9         | Italia      | 0   | 0       | 1      | 1      |
|           | Rep. Ceca   | 0   | 0       | 1      | 1      |
|           | Slovenia    | 0   | 0       | 1      | 1      |
|           | Svezia      | 0   | 0       | 1      | 1      |